# CONCORD

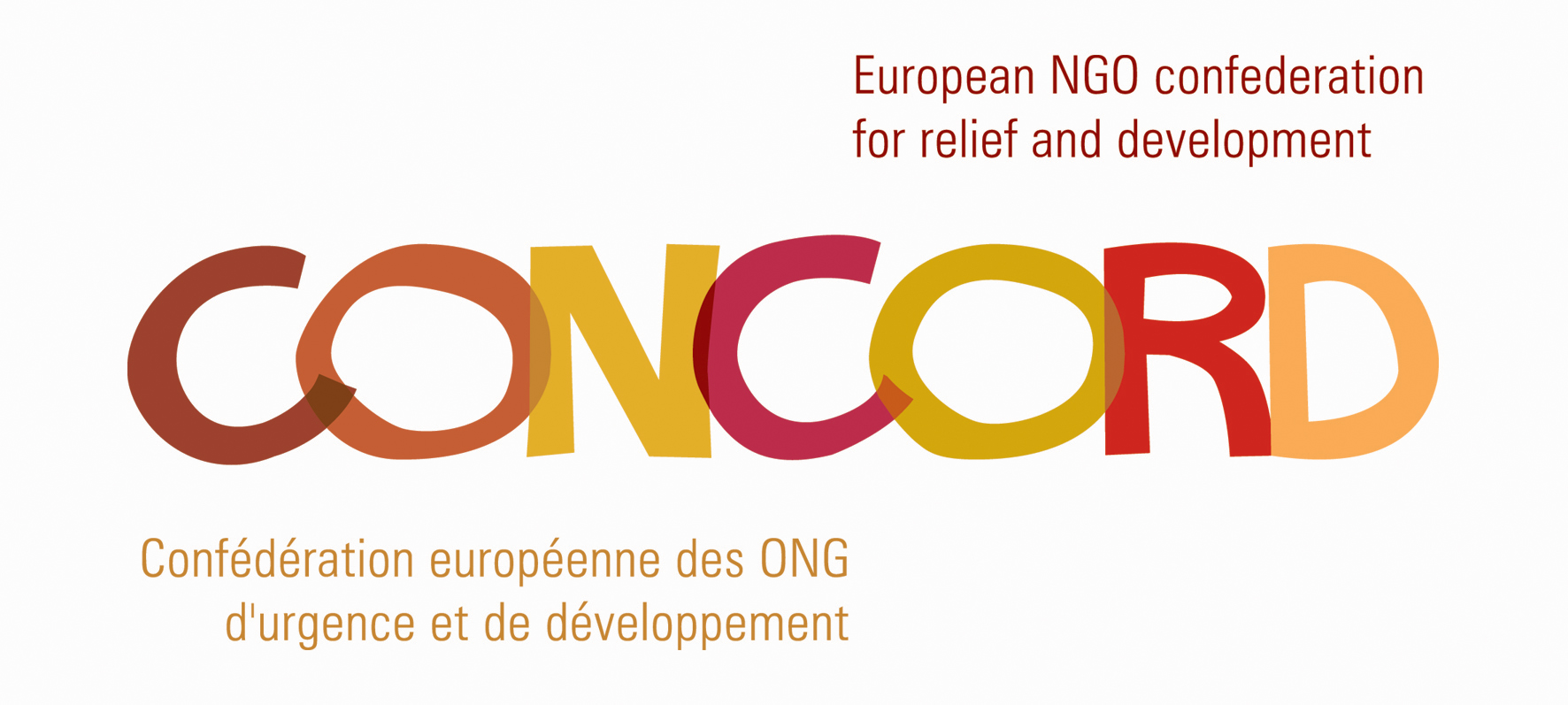
Logo CONCORD

CONCORD (European NGO Confederation for Relief and Development, Confederación Europea de ONG de Emergencia y Desarrollo) es una confederación de la Unión Europea que coordina análisis y debate, organiza campañas de acción política y dialoga regularmente con las instituciones europeas y organizaciones de la sociedad civil. Sus 22 asociaciones nacionales y 19 redes internacionales representan a más de 1800 ONG, apoyadas por millones de personas de la Unión Europea y países candidatos a ella.
El objetivo principal de la Confederación es aumentar el impacto de las ONGD europeas sobre las instituciones europeas combinando sus habilidades y responsabilidad.

## Misión
CONCORD trabaja para asegurar que:
• La UE y los Estados miembros están plenamente comprometidos con las políticas globales y coherentes hacia el mundo en desarrollo que se basan en los principios de solidaridad, derechos humanos, justicia y democracia y que aplican para tratar las causas de la pobreza y los conflictos y promover la sostenibilidad. económico y social.
• El movimiento europeo de las ONGD es activo y participa plenamente en la promoción de las políticas de la UE que tienen un impacto positivo en los países en desarrollo y tienen la capacidad de influir en la dirección de estas políticas.
• El papel de las ONGD es valorado y protegido como una voz auténtica de la sociedad civil europea que se ocupa de cuestiones de desarrollo y justicia global.